# Der König der Nacht (1918)
Der König der Nacht ist ein deutscher Kriminal-Stummfilm aus dem Jahre 1918 von Siegfried Dessauer mit Mogens Enger in der Hauptrolle eines Kommissars.

## Handlung
Baron von Gersheim, ein soignierter, älterer Herr, wird nach einem von ihm gegebenen Fest in seinem Zimmer tot aufgefunden. Anfänglich erscheint der Fall rätselhaft, denn jemand mit übermenschlichen Kräften muss den Adeligen erwürgt haben. Jedenfalls fehlt seitdem ein kostbares Diadem, das der Tote Stunden zuvor mit Stolz seinen Gästen gezeigt hatte. Die Polizei wird benachrichtigt, und der am Tatort erscheinende Kriminalkommissar Ernst nimmt die Ermittlungen auf. Rasch gerät der Sohn des Toten, Egon von Gersheim, unter Mordverdacht, doch der schwört Stein und Bein, unschuldig zu sein. Bald kommt der Kripomann dem Täter auf die Spur, und der heißt tatsächlich nicht Baron Egon. Vielmehr handelt es sich um eine Schurkin, und zwar die Schlangentänzerin Lo Salandra, die mit ihrer Boa constrictor auf dem Fest aufgetreten war. Sie setzte ihr Reptil, eine Würgeschlange, gezielt ein, um den alten Baron ins Jenseits zu befördern und das Collier an sich zu nehmen.

## Produktionsnotizen
Der König der Nacht entstand zum Jahresbeginn 1918, passierte die Zensur im März desselben Jahres und wurde kurz darauf uraufgeführt. Die Länge des Vierakters betrug bei der Premiere 1279 Meter, nach der Neuzensur 1921 nur noch 1173 Meter.

## Kritik
Wiens Neue Kino-Rundschau nannte den Film „ein dramatisch bewegtes Bild, das aus vielfach tragischen Geschehnissen  und seltsamen Ereignissen zusammengesetzt ist. (…) Lo Vallis, als die gesuchte Verbrecherin, steht im Mittelpunkte der Geschehnisse und fesselt durch ihr geschicktes Spiel. Bewundernswert ist, wie sie mit ihrem gefährlichen Spielzeug, der Boa constricta [sic!], umzugehen weiß. Das Ganze ist geschickt inszeniert und sehr gut photographiert.“